# هنری پادشاه جوان
هنری یا هنری فیتزهنری (به انگلیسی: Henry Fitzhenry) (زادهٔ ۲۸ فوریه ۱۱۵۵ – درگذشتهٔ ۱۱ ژوئن ۱۱۸۳) پسر شاه هنری دوم از همسرش الینور، دوشس آکیتن بود و پس از مرگ برادر بزرگش ویلیام در ۱۱۵۶، ولیعهد پدرش در انگلستان، دوک‌نشین نورماندی و آنژو شد.

## زندگی
هنری در ۲۸ فوریهٔ ۱۱۵۵ در لندن زاده شد. او دومین پسر هنری دوم از همسرش النور آکیتن بود. هنری در ۱۱۵۸ و در حالیکه تنها ۳ سال بیشتر نداشت از سوی پدرش به ازدواج مارگارت، دختر لوئی هفتم فرانسه از همسر دومش درآورده شد با این شرط که سرزمین مرزی وکسن، بین نورماندی (در تملک انگلستان) و فرانسه، به‌عنوان جهیزیهٔ عروس کوچک قرار داده شود. هنری دوم همچنین با سوءاستفاده از مشکلات سیاسی پاپ الکساندر سوم توانست اجازهٔ او را برای ازدواج کودکان با یکدیگر در ۱۱۶۰ کسب نماید.
در ۱۱۵۶ برادر بزرگ هنری با نام ویلیام درگذشت و او به‌عنوان جانشین پدرش پس از او در انگلستان و نورماندی معرفی شد. هنری جوان در ۱۴ ژوئن ۱۱۷۰ با عنوان پادشاه (و در اصل به عنوان همکار پدرش) در وست‌مینستر ابی تاجگذاری کرد. مراسم تاجگذاری توسط راجر، اسقف اعظم یورک به جای توماس بکت، اسقف اعظم کانتربری انجام گرفت. این موضوع سبب بروز اختلاف بین بکت و هنری دوم شد و این درگیری با قتل بکت در ۶ ماه بعد به پایان رسید. هنری یک بار دیگر در ۲۷ اوت ۱۱۷۲ و این بار همراه با همسرش مارگارت تاجگذاری کرد اما علی‌رغم آنکه بسیاری از وقایع‌نگاران او را هنری سوم نامیدند سهمی از قدرت پدرش به او نرسید. پس هنری جوان در ۱۱۷۳ و با همراهی مادرش النور و برادرانش ریچارد (بعدتر ریچارد یکم) و جفری، علیه هنری دوم دست به شورش زد. این شورش در ابتدا موفقیت‌آمیز به نظر می‌رسید اما در پایان نتیجه‌ای در برنداشت. پدرش او را بخشید اما هنری جوان بار دیگر علیه او و اینبار با همراهی لوئی هفتم شروع به دسیسه چینی کرد.
هنری همچنین در فاصلهٔ ۱۱۸۲ تا ۱۱۸۳ وارد جنگ با برادر خود ریچارد شد، اما در ۱۱ ژوئن ۱۱۸۳ و هنگامی که آمادهٔ نبرد مجدد با برادرش می‌شد به اسهال خونی مبتلا گردید و در فرانسه درگذشت.